# 孝慈高皇后 (明朝)

明孝慈高皇后半身像

孝慈高皇后马氏（1332年7月18日—1382年9月23日），是明太祖朱元璋的皇后。

## 生平
馬皇后本是宿州人，父母名字已失傳，史書僅作馬公、鄭媼。馬公因犯了殺人罪，逃亡至定遠，因與郭子興是莫逆之交，故將女兒马氏交託郭子興撫養，馬氏於是認郭子興為義父。初，朱元璋因貧窮流離，投奔郭子興帳下，立有功，郭子興便把自己的養女馬氏嫁給他為妻。明太祖登基当日（洪武元年正月初四，1368年1月23日）即册封结发之妻马氏为皇后，也同時封她所生的嫡長子朱標為皇太子。洪武二年，追封岳父馬公為徐王，岳母鄭氏為徐王夫人，在朱家太廟東向建祠祭祀。
當朱元璋還是郭子興下屬時，曾被郭子興所猜疑，糧荒時不得糧食，馬氏偷竊炊餅，藏於懷中送給朱元璋吃，由於炊餅很熱，以致馬氏的胸口竟被燙傷，而以這樣的方法，朱元璋得以溫飽，但馬氏自己卻時常挨餓。後來二人為帝后，朱元璋將之比作「蕪蔞豆粥」，「滹沱麥飯」，常對群臣稱讚皇后賢慧，可比唐太宗時的長孫皇后。朱元璋於內宮中將此話向馬皇后說時，馬皇后卻說：「妾聞夫婦相保易，君臣相保難。陛下不忘妾同貧賤，願無忘群臣同艱難。且妾何敢比長孫皇后也！」趁機向朱元璋進諫，可見其賢慧。
皇后位正中宫以后，仍节俭严谨，也不允许朱元璋尋訪馬氏族人继承马公爵位，限制了外戚弄权的可能性。马皇后仁慈善良，常谏劝，挽救不少大臣的性命。
洪武十五年八月，馬皇后臥病在床，群臣紛紛請禱祀、求良醫。馬皇后向朱元璋說：「死生，命也，禱祀何益！且醫何能活人！使服藥不效，得毋以妾故而罪諸醫乎？」朱元璋聞言，問馬皇后有何交代或心願未了，馬皇后說：「願陛下求賢納諫，慎終如始，子孫皆賢，臣民得所而已。」不久馬皇后崩逝，享年五十一歲，朱元璋慟哭不已，遂誓言不再冊立皇后，因此後來有李淑妃、郭寧妃等人在馬皇后逝世後代掌後宮，但她們並未獲得后號。同年九月，馬皇后入葬孝陵，諡號孝慈皇后。馬皇后死後，宮人經常感懷，因此有歌謠傳頌馬皇后：「我后聖慈，化行家邦。撫我育我，懷德難忘。懷德難忘，於萬斯年。毖彼下泉，悠悠蒼天。」《鳳凰台記事》及民間傳說，朱元璋有一日懷疑有人譏笑馬皇后而連坐殺了不少人。

## 谥号
洪武三十一年（1398年）六月，朱允炆追尊祖母为孝慈昭憲至仁文德承天順聖高皇后。
永乐十九年（1421年）正月朔，明成祖朱棣诣北京太庙奉五庙神主，重尊母亲马氏为孝慈昭憲至仁文德承天順聖高皇后，後世簡稱孝慈高皇后。
嘉靖十七年（1538年），明世宗朱厚熜再次追尊马皇后为孝慈貞化哲順仁徽成天育聖至德高皇后。

## 子女
由于朱棣生母存在争议，关于马皇后的子女也是众说纷纭。正史记载，马皇后前后生五子二女：长子懿文太子朱标，次子秦愍王朱樉，三子晋恭王朱棡，四子明成祖朱棣，五子周定王朱橚；以及二女宁国公主，四女安庆公主。
《明史》記載朱元璋前五個兒子懿文太子、秦愍王、晉恭王、明太宗、周定王都是馬皇后所生。根據《明實錄》明太宗生於1360年4月17日，周定王生於1361年7月9日。這種情況歷來都被懷疑，特別是在混亂的年代，豈能任由馬皇后獨自負擔生育的任務，而且明人早就指出“或曰高皇后無子”。解縉的《天潢玉牒》（《永樂大典》，《四庫全書》）：「皇子二十四人，第四子今上、第五子周王，高后所生也。長懿文太子、第二子秦湣王、第三子晉恭王，諸母所生也。」如潘檉章《國史考異》：“按今玉牒云：第四子今上，第五子周王，高后所生也。”郎瑛《七修類稿》：“高后生二子，出今魯府玉牒。”
沈若霖本《南京太常寺志》（已散佚），当代作者引文:62：孝陵神位“左一位李淑妃，生懿文太子、秦愍王、晉恭王；左二位皇妃，生楚王[等十王]；左三位皇贵妃，生湘献王[等四王]；左四位皇贵人，生辽王[……]右一位碽妃，生成祖文皇帝”朱彝尊《靜志居詩話》卷十三沈元華條：“奉先廟制（南京明故宫太廟奉先殿）高後南面，諸妃盡東列，西序惟碽妃一人，具載南京太常寺志。善高后從未懷妊，豈惟長陵，即懿文太子亦非后生也。”李清《三垣筆記》：“南太常志載太宗為碽妃所生，訝之。錢宗伯謙益有博學名，問之，亦不能決，以志言東側列妃嬪二十餘，西側止一碽妃。因啟寢殿驗之，入視果然，乃信。”劉繼莊《廣陽雜記》明太宗母為甕氏，蒙古人，以其為元順帝妃，故隱其事。“宮中別有廟藏神主，世世祀之，不關宗伯。有司禮監為彭躬菴言之，少時聞燕之故老為此說，今乃信也。”以上都是明人的記載。
也有说明太宗夺了侄子建文帝的皇位，想更一步名正言顺（朱元璋相當重視嫡庶之分），便託稱為马皇后所出，这样以嫡子的身分继承为帝便不为过。
也有说法称朱元璋那些嫡子一个也不是她生的，而是她的养子，她只生了两个女儿。

## 影視形象
- 《山河月明》 - 王姬飾演
- 《大腳馬皇后》 - 呂麗萍飾演
- 《大明群英》 - 陳敏兒飾演
- 《朱元璋》 - 剧雪饰演
- 《錦衣衛》亞洲電視版 - 馮素波飾演
- 《神機妙算劉伯溫》(台視版) - 陳亞蘭飾演
- 《臭頭洪武君》 - 廖麗君飾演
- 《真命天子》 - 陳怡真飾演
- 《朱洪武與劉伯溫》 - 王金櫻飾演
- 《朱洪武》 - 許秀年飾演

## 延伸阅读
[在维基数据编辑]
 《明史卷一百一十三》，出自《明史》
 在维基共享资源阅览影像